# Zelomera ankaratrensis
Zelomera ankaratrensis är en fjärilsart som beskrevs av Pierre E.L. Viette 1954. Zelomera ankaratrensis ingår i släktet Zelomera och familjen tandspinnare. Inga underarter finns listade i Catalogue of Life.